# Euxiphidiopsis
Euxiphidiopsis är ett släkte av insekter. Euxiphidiopsis ingår i familjen vårtbitare.
Kladogram enligt Catalogue of Life:
| Euxiphidiopsis | \| \| Euxiphidiopsis eversmanni \| \| \| \| \| \| Euxiphidiopsis haudlata \| \| \| \| \| \| Euxiphidiopsis motshulskyi \| \| \| \| \| \| Euxiphidiopsis nigrovittata \| \| \| \| \| \| Euxiphidiopsis quadridentata \| \| \| \| \| \| Euxiphidiopsis zubovskyi \| \| \| \| |
|                | \| \| Euxiphidiopsis eversmanni \| \| \| \| \| \| Euxiphidiopsis haudlata \| \| \| \| \| \| Euxiphidiopsis motshulskyi \| \| \| \| \| \| Euxiphidiopsis nigrovittata \| \| \| \| \| \| Euxiphidiopsis quadridentata \| \| \| \| \| \| Euxiphidiopsis zubovskyi \| \| \| \| |
|                | Euxiphidiopsis eversmanni |
|                | |
|                | Euxiphidiopsis haudlata |
|                | |
|                | Euxiphidiopsis motshulskyi |
|                | |
|                | Euxiphidiopsis nigrovittata |
|                | |
|                | Euxiphidiopsis quadridentata |
|                | |
|                | Euxiphidiopsis zubovskyi |
|                | |